# Digital Audio Control Protocol
Digital Audio Control Protocol（デジタル・オーディオ・コントロール・プロトコル、略称 : DACP）は、iTunesやその他のデジタルオーディオプレーヤー 及びサーバをモバイルデバイスから遠隔操作するために使用される通信プロトコル。
選曲、早送り、スキップ、停止、再生方法、音量、再生時間、プレイリストの作成・編集などといった操作面の情報から、曲名、アルバム名、アーティスト名、作曲者名、アートワーク（ジャケット写真）といったアイテムの情報がサーバとクライアントで双方向にやり取りされる。

## クライアント
DACPに準拠したクライアントは、任意の有効なDACPサーバに接続ができる。以下に代表的なクライアントアプリケーションを挙げる。
Apple RemoteApple Remoteは世界で最初のDACPクライアントアプリケーション。iTunesをiOSデバイスから遠隔操作するために特別に開発された。iTunes以外のDACPサーバにも対応している。
CuteRemoteCuteRemoteはノキアの携帯電話のために開発されたDACPクライアントアプリケーション。
TunesRemote+TunesRemote+はJeff Sharkey氏のTunesRemoteプロジェクトからフォークして開発されているDACPクライアントアプリケーション。このプロジェクトの目標はAppleの上記Remoteと同等の機能をAndroid向けに提供することとしている。
TunesRemote-SETunesRemote-SEはTunesRemote+から操作画面を、Firefly Clientからグラフィカルユーザーインターフェース面を組み合わせたDACPクライアントアプリケーション。及びそのプロジェクト。Javaが動くあらゆるコンピュータからDACPサーバを操作するために開発されている。
Remote for iTunesRemote for iTunesはHyperfine SoftwareによるAndroid向けのDACPクライアントアプリケーション。Wi-Fiネットワーク経由でiTunesを操作できる。
Remote for Windows Phone 7Remote for Windows Phone 7はKomodex SoftwareによるWindows Phone 7向けのDACPクライアントアプリケーション。Wi-Fiネットワーク経由でDACPサーバを操作できる。
YTrackYTrackはFabrice DewasmesによるiPad向けのDACPクライアントアプリケーション。当初AppleのRemoteはiPadの画面全体を有効に使うユニバーサルアプリではなかったために開発された。その後AppleのRemoteがiPadの画面サイズに対応したため情報を公開している。Wi-Fiネットワーク経由でDACPサーバを操作できる。

## サーバ
DACPに準拠したサーバは、任意のDACPクライアントから接続ができる。macOS、Windows、Linuxといったマルチプラットフォームで利用できるサーバもある。以下に代表的なサーバアプリケーションを挙げる。
Apple iTunesApple iTunesはAppleによる世界で最初のDACPサーバアプリケーション。DACPの仕様はこのiTunesを遠隔操作するために策定された。
MonkeyTunes for MediaMonkeyMonkeyTunes for MediaMonkeyは2009年にMelloware Inc.,からリリースされたMediaMonkey向けのDACPサーバアプリケーション。サードパーティとしては最初のDACPサーバとして知られている。AppleのDACPに完全に準拠している。
TouchRemote for Foobar2000TouchRemote for Foobar2000は2009年にWintenseからリリースされたfoobar2000向けのプラグイン（コンポーネント）。導入することでfoobar2000がDACPサーバになる。AppleのRemoteからの操作に対応している。
AlbumPlayerAlbumPlayerは2011年にAlbumonからリリースされた同社ソフトウェアAlbumPlayer向けプラグイン。導入することで同社のジュークボックスプレイヤーがDACPサーバになる。
Telescope for SongbirdTelescope for Songbirdは2010年にWilcoからリリースされたSongbird向けプラグイン。導入することでSongbirdがDACPサーバになる。
Rhythmbox for GnomeRhythmboxは2010年にAlexandre Rosenfeld氏のGoogle Summer of Code projectのあとにDACPサーバ機能のネイティブサポートが追加された。